# Швец, Юрий Борисович
Ю́рий Бори́сович Швец (укр. Юрій Борисович Швець; род. 16 мая 1953, Харьков) — бывший советский разведчик (1980—1990; майор КГБ в вашингтонской резидентуре Первого главного управления КГБ СССР, корреспондент службы советского государственного информационного агентства ТАСС), с 1993 года — американский политический деятель, журналист, экономический и военный аналитик.

## Биография
Родился 16 мая 1953 года в Харькове в украинской семье военного медика.
В 1973—1980 гг. учился в Университете дружбы народов имени Патриса Лумумбы в Москве, факультет экономики и права, специализация международное право.
В 1980—1982 гг. учился в Краснознаменном институте КГБ СССР имени Юрия Андропова, по специализации «американская военная доктрина и тайные операции». Сокурсником был Владимир Путин.
С 1982 г. служил в 1-м (Северо-Американском) отделе ПГУ, который возглавлял Дмитрий Якушкин.
В 1985—1987 годах занимал пост в вашингтонской резидентуре Первого главного управления КГБ СССР. Специализация — освещение работы Госдепартамента.
Швец говорит, что ФБР, конечно, знало о его истинном занятии уже тогда, когда он только приехал в Америку под видом корреспондента ТАСС: как выяснилось, одним из его менторов в развединституте им. Андропова был американский шпион полковник Владимир Пигузов.
Швец завербовал в Вашингтоне двух ключевых источников политической разведки: журналистку Клаудию Райт («Спутница»), и её мужа Джона Хелмера («Сократ»), бывшего помощника президента Джимми Картера, у которого «сохранились широчайшие и ценные контакты в политических и деловых кругах».
Виктор Черкашин в своей книге 2005 года «Spy Handler: Memoir of a KGB» подтверждает, что «Сократ» был Джоном Хелмером, а «Спутница» — журналисткой New Statesman Клаудией Райт.
До 1990 г. служил в Отделе стран Северной Америки Первого главного управления КГБ СССР.

В августе 1990 года подал рапорт на увольнение. Причиной стала, по его словам, «атмосфера маразма» в КГБ: 
Не только я, но и многие другие профессионалы и очень уважаемые в нашей среде люди уже не могли продолжать трудиться в такой атмосфере маразма, когда решения принимаются дилетантами или людьми, не понимающими многих нюансов нашей работы.
Вернувшись в СССР, Швец написал художественный роман об этих годах и в начале 1993 года с помощью своего коллеги Валентина Аксиленко, через американку Бренду Липсон предложил роман американскому литературному агенту Джону Брокману, который предложил переделать роман в документальный
В апреле 1993 года Швец приехал в США на 10 дней по туристической визе для обсуждения издания романа. После этого в РФ ему запретили выезд за границу.
В сентябре 1993 года Швец выехал через Латвию в США и в 1994 году попросил политическое убежище в США, а позже получил гражданство США.
В США Швец закончил работу над рукописью книги и издал её в 1995 году.
28 февраля 1996 г. в эфире НТВ Михаил Любимов сказал:
Мне пример Швеца кажется еще более неприятным, чем Гордиевского или других. Потому что Швец, по сути дела, нелегально выехал, обойдя разведку, в Америку. Там его допрашивали эмиграционные службы. <...> Мне кажется, в данном случае необходимо расследование. Нельзя пускать на самотек. Везде, конечно, беспредел, но нужно как-то организовывать систему.
В 1996 году СМИ сообщили, что Военная прокуратура РФ проверяет публикации Швеца:
В публикациях... Юрия Швеца тоже встречаются места, от которых, по словам представителей СВР, за версту пахнет если не предательством, то нарушением и этики, и закона. Скажем, в одной из своих публикаций этот автор объявил, что лично не знал знаменитого Эймса, но знал человека, который за его вербовку получил орден. И называет фамилию. <...> У меня вызывает чувство глубокого удовлетворения, — продолжает Ю. Кобаладзе, — что прокуратура наконец-то обратила внимание на действия его и Калугина.
В конце 1990-х выступал в судах экспертом и свидетелем по делам Александра Конаныхина и Юрия Нестерова
В частности, Юрий Швец заявил, что предприятие Конаныхина было в числе фирм, с помощью которых КГБ намеревался перекачивать доллары из России на Запад.
В 2006 году Юрий Швец стал потенциально ключевым свидетелем отравления бывшего сотрудника Федеральной службы безопасности Александра Литвиненко. В интервью BBC, которое транслировалось 16 декабря 2006 года, Швец сказал, что он и Литвиненко составили отчёт о расследовании деятельности высокопоставленных кремлёвских чиновников от имени британской компании, желающей инвестировать «десятки миллионов долларов» в проект в России. Швец сказал, что досье на Виктора Иванова было настолько обвинительным, что вполне вероятно, Литвиненко был убит из-за него. Он сказал, что Литвиненко показал досье другому деловому партнёру, Андрею Луговому, который работал в ФСБ и передал досье своему начальству в Москве. Об этом Швец беседовал с детективами Скотланд-Ярда, расследующими убийство Литвиненко.
В 2010-х был ключевым источником информации для книги Крейга Унгера «Американский компромат».
С мая 2021 года ведёт канал на YouTube, посвящённый разведке, шпионажу и политике в России, Украине и США. 5 июня 2022 года число подписчиков канала Юрия Швеца превысило 1 млн человек.
19 июля 2024 года Министерством юстиции России внесён в список физических лиц «иностранных агентов».

## Публикации
Книги:
- Shvets Y., Volkov G. Soviet Life: CPSU Congresses, Service Industries, Vladivostok: City by the Ocean, Russian Steam Bath, Hotel Yevropeiskaya, Far East, Binary Weapons, Serpent of Nuremberg. 1986. (Швец Ю., Волков Г. Советская жизнь — съезды КПСС, сфера услуг, Владивосток — город у океана, русская баня, гостиница Европейская, Дальний Восток, бинарное оружие, Нюрнбергский змей. 1986 год.)
- Shvets Y.B. Washington Station: My Life as a KGB Spy in America. Simon & Schuster, 1994. 298 p. (Швец Ю. Б. Вашингтонский вокзал: Моя жизнь шпиона КГБ в Америке. Саймон и Шустер, 1994. 298 стр.)